# Cetena

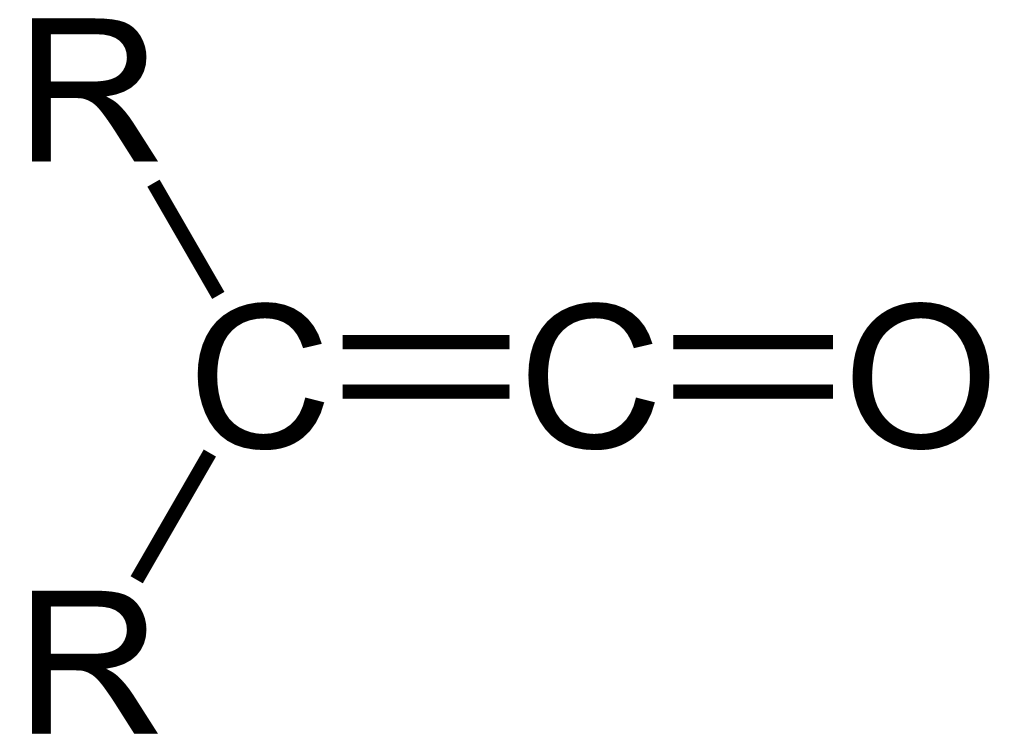
Fórmula general de una cetena.

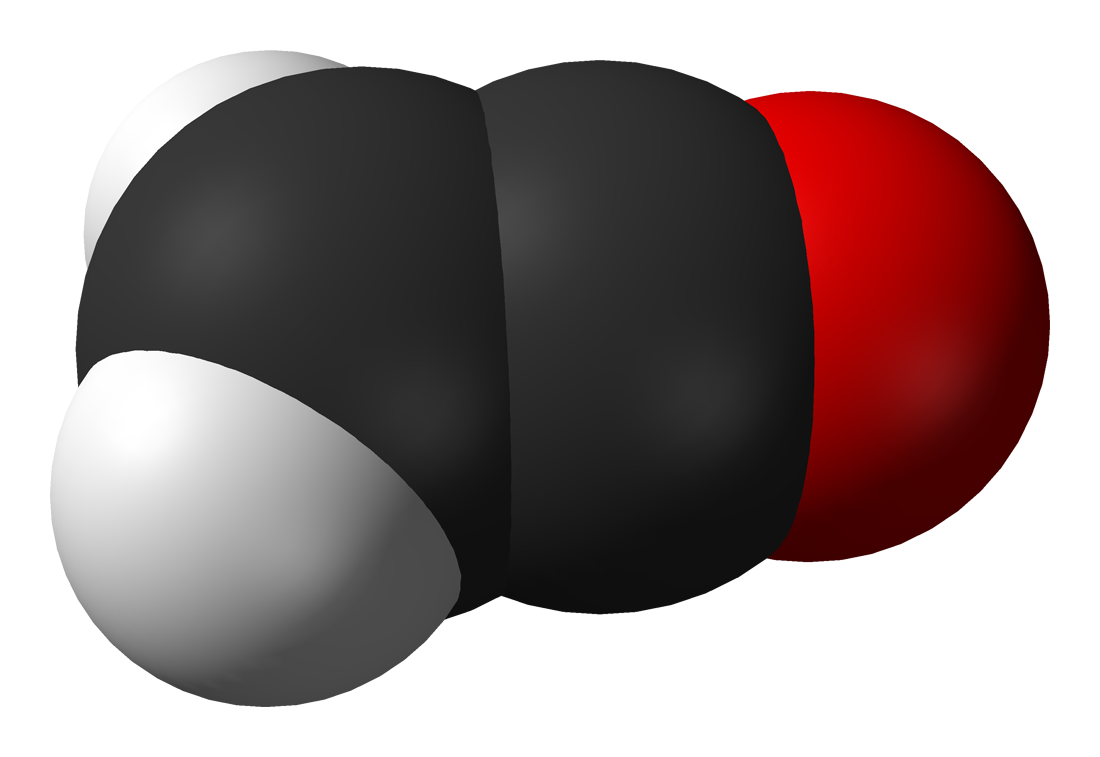
Cetena.

Una cetena es un compuesto orgánico de la forma R2C=C=O. Hermann Staudinger fue el pionero del estudio de las cetenas.  La palabra cetena también puede referirse a la etenona, la cetena más simple, en la cual las dos R son átomos de hidrógeno.

## Propiedades
La etenona es incolora y tiene un fuerte olor. La exposición a niveles concentrados de etenona produce irritación en determinadas partes del cuerpo tales como los ojos, la nariz, la garganta y los pulmones. También se ha detectado edema pulmonar si esta exposición se produce durante largos periodos de tiempo. Tiene un punto de fusión de -150.5 °C y un punto de ebullición de -56.1 °C.

## Formación
- Las cetenas pueden ser producidas a partir de cloruros de acilo mediante una reacción de eliminación en la cual se pierde el HCl.

Una base, generalmente la trietilamina, elimina el protón ácido alfa del grupo carbonilo, induciendo la formación del enlace doble carbono-carbono y la pérdida del ion cloro.
- También se generan cetenas mediante la reacción de Wolff a partir de α-diazocetonas.
- El ácido fenilacético en presencia de una base perderá agua para producir fenilcetena debido a la alta acidez del protón alfa.
- La etenona (CH2=C=O) puede producirse en el laboratorio por pirólisis de vapor de acetona:[2]

CH3−CO−CH3 + Δ → CH2=C=O + CH4

## Reacciones
Las cetenas son muy reactivas, y tienden a unirse a otras moléculas en forma de grupo acetilo. Pueden reaccionar consigo mismas para formar dímeros cíclicos conocidos como dicetenas (oxetanonas). También puede ser objeto de reacciones de cicloadición [2+2] con alquinos ricos en electrones para formar ciclobutenonas.
Las reacciones entre dioles (HO-R-OH) y bis-cetenas (O=C=CH-R'-CH=C=O) producen poliésteres con una unidad de repetición de (-O-R-O-CO-R'-CO-).
La etenona reacciona con el ácido acético para formar anhídrido acético.